# La Flèche (Automarke)
La Flèche war eine französische Automarke.

## Unternehmensgeschichte
Das Unternehmen Guders Jack aus Asnières-sur-Seine begann 1912 mit der Produktion von Automobilen, die als La Flèche vermarktet wurden. 1913 endete die Produktion.

## Fahrzeuge
Das einzige Modell war ein Cyclecar. Für den Antrieb sorgte ein Einzylindermotor von Buchet mit 8 PS Leistung. Die Karosserie bot zwei Personen hintereinander Platz.